# Strutînka (Savran), Bârzula
Strutînka (în ucraineană Струтинка) este un sat în comuna Savran din raionul Bârzula, regiunea Odesa, Ucraina.

## Demografie
Componența lingvistică a localității Strutînka
     Ucraineană (95,65%)
     Rusă (3,48%)
     Alte limbi (0,87%)
Conform recensământului din 2001, majoritatea populației localității Strutînka era vorbitoare de ucraineană (95,65%), existând în minoritate și vorbitori de rusă (3,48%).